# Гамбен, Жан Юг
Жан Юг Гамбен (фр. Jean Hugues Gambin; 1764—1835) — французский военный деятель, бригадный генерал (1811 год), граф (1810 год), участник революционных и наполеоновских войн.

## Биография
Родился в семье поставщика провизии короля Юга Гамбена (фр. Hugues Gambin; 1742—1781) и его супруги Анны Леконт (фр. Anne Louise Juliette Lecomte). 25 июля 1782 года в возрасте 18 лет поступил на военную службу солдатом Ангулемского пехотного полка (с 1 января 1791 года – 34-й пехотный полк). К ноябрю 1791 года дослужился до старшего сержанта. 21 декабря 1791 года определён в Конституционную гвардию короля, а после её роспуска по декрету Законодательного собрания от 29 мая 1792 года, оставался без служебного назначения. 11 сентября 1792 года избран старшим сержантом 17-го батальона волонтёров Парижа. Служил в гарнизоне Лёвена. 15 сентября 1792 года Гамбен стал капитаном старшим аджюданом своего батальона. 11 октября 1792 года определён с батальоном в состав 5-й бригады пехотной дивизии генерала Феррана вновь образованной Армии Бельгии генерала Дюмурье. 6 ноября 1792 года сражался при Жемаппе. 1 апреля 1793 года получил звание командира батальона и возглавил весь батальон. С 25 мая по 28 июля 1793 года участвовал в обороне Валансьена. В ночь с 25 на 26 июля 1793 года противник захватил крытую дорожку и некоторые внешние сооружения, прикрывавшие основную часть места. Нескольким ротам гренадеров было приказано отбросить противника с позиций, которые он занимал между Порт-де-Кардон и Марсом. Напуганные величиной опасности, гренадеры на мгновение остались в нерешительности. Гамбен, исполнявший обязанности временного командира, схватил гренадерскую винтовку и сказал им: «Какого чёрта! Гренадеры! Вы боитесь этих людей. Следуйте за мной!» Он устремляется в окопы, и, воодушевлённые его примером, гренадеры подражают его бесстрашию, и атака развивается в одно мгновение; но командир Гамбен получил огнестрельное ранение, которое прошло через правое бедро и вывело его из строя. С 9 августа по 9 октября 1793 года находился в рядах Альпийской армии при осаде Тулона. В 1797 году переведён в Итальянскую армию. 31 октября 1797 года возглавил батальон 80-й полубригады линейной пехоты.
14 декабря 1797 года в Тулоне женился на Марии Бургонь (фр. Marie-Victoire Bourgogne; 1778—1858), от которой имел двух дочерей.
4 ноября 1799 года сражался у Фоссано. В 1802 году служил в гарнизоне Висамбура. С 1802 п1803 годы дислоцировался в Швейцарии. 24 октября 1803 года переведён в 34-й полк линейной пехоты. 22 декабря 1803 года получил звание майора и был назначен заместителем командира 53-го полка линейной пехоты полковника Камю. Принимал участие в кампаниях 1805-06 годов в составе 1-й бригады генерала 5-й дивизии генерала Сера Итальянской армии маршала Массена. 30 октября 1805 года сражался при Кальдьеро, затем отличился при переходе через Тальяменто. В 1806 году был при осаде крепости Гаэта.
25 декабря 1807 года стал временным полковником 53-го полка. 1 мая 1808 года Гамбен был назначен командиром 84-го полка линейной пехоты. Участвовал в Австрийской кампании 1809 года в рядах пехотной дивизии генерала Бруссье правого корпуса генерала Макдональда Итальянской армии принца Богарне. Сражался при Сачиле, при переходе через Пьяве, при Вилланове, Тарвисе и Лайбахе. Особо отличился 26 июня 1809 года при обороне Граца, где его полк совершил один из самых блестящих воинских подвигов Наполеоновского периода. Гамбен, во главе двух батальонов своего полка численностью около 1100 человек, подвергся нападению превосходящих сил (10-12 000 человек) 9-го австрийского корпуса фельдмаршал-лейтенанта графа Дьюлая. Полковник Гамбен разместил два своих батальона в одном из предместий города, отразил все атаки противника, опрокинул его повсюду, взял 500 человек, 2 знамени и удерживал позицию в течение 14 часов. 6 июля Гамбен участвовал в сражении при Ваграме. Именно на поле битвы при Ваграме Гамбен вручил Императору флаги, взятые при Граце. «Полковник, — сказал ему Наполеон, — я доволен храбростью вашего полка, на твоих орлах будут выгравированы: «Один против десяти» (Un contre Dix)». 84-й полк также получил 96 наград Почётного легиона, а императорским указом от 15 августа полковнику был присвоен графский титул с пожертвованием в размере 10 000 франков ренты.
5 марта 1811 года был произведён в бригадные генералы. 19 июня 1811 года назначен военным комендантом Рима. 16 марта 1813 году вышел в отставку по состоянию здоровья. Умер генерал Гамбен 18 мая 1835 года в Тулоне в возрасте 71 года.

## Воинские звания
- Солдат (25 июля 1782 года);
- Капрал (19 марта 1786 года);
- Сержант (7 октября 1787 года);
- Старший сержант (11 ноября 1791 года);
- Капитан (15 сентября 1792 года);
- Командир батальона (1 апреля 1793 года);
- Майор (22 декабря 1803 года);
- Полковник (25 декабря 1807 года);
- Бригадный генерал (5 марта 1811 года).

## Титулы
- Граф Гамбен и Империи (фр. comte Gambin et de l'Empire; декрет от 15 августа 1809 года, патент подтверждён 26 апреля 1810 года в Компьене)[2][3].

## Награды
Легионер ордена Почётного легиона (25 марта 1804 года)
 Кавалер военного ордена Святого Людовика (25 апреля 1821 года)
 Офицер ордена Почётного легиона (19 августа 1823 года)